# Ars Goetia
Ars Goetia (en llatí, probablement: «L'art de la Bruixeria»), sovint dit simplement Goecia, és la primera secció del grimori del segle XVII Lemegeton Clavicula Salomonis, o La clau menor de Salomó.

## Descripció
El text conté les descripcions dels 72 dimonis que el rei Salomó va dir haver invocat i confinat en un recipient de bronze segellat per símbols màgics, obligant-los a treballar-hi.
Atorga les instruccions per construir un recipient semblant de bronze i utilitzar les fórmules màgiques apropiades per cridar aquests dimonis. L'operació és complexa i detallista i es creu que fa referència als conjurs fets pel mag. Difereix d'altres textos gòtics en el fet que les entitats convocades han de ser forçades a obeir abans de demanar favors.
L'Ars Goetia assigna un grau i un títol de noblesa a cada membre de la jerarquia infernal i dona als dimonis "segells" als que han de pagar lleialtat. La jerarquia ascendent o descendent dels noms dels dimonis publicats al text varien segons l'edició. Algunes d'elles són la Steganographia de Trithemius, del voltant de l'any 1500, la Pseudomonarchia Daemonum de Johann Weyer o edicions posteriors com De Praestigiis Daemonum, de 1563.

### Els 72 dimonis de l'infern
Els dimonis tenen noms o grafies diferents de les diverses còpies existents de l'Ars Goetia.
1. Rei Bael
2. Duc Agares
3. Príncep Vassago
4. Marquès Samigina
5. President Marbas
6. Duc Valefor
7. Marquès Amon
8. Duc Barbatos
9. Rei Paimon
10. President Buer
11. Duc Gusion
12. Príncep Sitri
13. Rei Beleth
14. Marquès Leraje
15. Duc Eligos
16. Duc Zepar
17. Comte/President Botis
18. Duc Bathin
19. Duc Sallos
20. Rei Purson
21. Comte/President Marax
22. Comte/Príncep Ipos
23. Duc Aim
24. Marquès Naberius
25. Comte/President Caacrinolas
26. Duc Bune
27. Marquès/Comte Ronove
28. Duc Balberith
29. Duc Astaroth
30. Marquès Forneus
31. President Foras
32. Rei Asmodeo
33. Príncep/President Gaap
34. Comte Furfur
35. Marquès Marchosias
36. Príncep Stolas
37. Marquès Phenex
38. Comte Halphas
39. President Malphas
40. Comte Raum
41. Duc Focalor
42. Duc Vepar
43. Marquès Sabnock
44. Marquès Shax
45. Rei/Comte Vine
46. Comte Bifrons
47. Duc Uvall
48. President Haagenti
49. Duc Crocell
50. Caballero Furcas
51. Rei Balam
52. Duc Alloces
53. President Caim
54. Duc/Comte Murmur
55. Príncep Orobas
56. Duc Gremory
57. President Ose
58. President Amy
59. Marquès Orias
60. Duc Vapula
61. Rei/President Zagan
62. President Volac
63. Marquès Andras
64. Duc Haures
65. Marquès Andrealphus
66. Marquès Cimejes
67. Duc Amdusias
68. Rei Belial
69. Marquès Decarabia
70. Príncep Seere
71. Duc Dantalion
72. Comte Andromalius

## Mencions i paral·lelismes del contingut en altres textos o tradicions
La tradició del poder de Salomó sobre els esperits o dimonis apareix també en altres textos com el Testament de Salomó; i en tradicions d'altres cultures del Pròxim Orient i Mitjà. Exemple d'això present en altres tradicions la podem trobar plasmat al llibre Les mil i una nits, recopilació de contes de l'àmbit àrab-musulmà en què es fa esment a Sulaymán (Salomon) com el Senyor dels Ifrit (genis poderosos del folklore àrab), en tenir poder i autoritat sobre ells donats per Al·là. Segons les tradicions, s'indica que Sulayman va castigar els ifrit rebels que es van negar a seguir la religió d'Al·là i sotmetre's a la seva obediència; tancant-los en gerros que tenien un segell de plom, en què figura imprès el nom de l'Altíssim.
Un altre llistat de dimonis també el podem trobar al Diccionari infernal (un llibre d'il·lustracions a manera de diccionari il·lustrat de demonologia). Altres llistats de dimonis (relacionats amb les tradicions hebrees o cristianes) el podem trobar igualment al Llibre d'Enoc, al llistat dels Grigori castigats per Déu; o en la tradició de la Càbala, a través de la descripció dels Qlifot.